# Edward J. Davies
Edward J. Davies (1947) es un historiador, escritor y profesor de historia estadounidense, desde 1984 da clases en la Universidad de Utah. Se ha especializado en la historia estadounidense moderna y ha escrito varios libros sobre el tema. Además es el autor, junto con su colega historiador Ronald Smelser, del libro de 2008 The Myth of the Eastern Front: The Nazi-Soviet War in American Popular Culture.

## Biografía
Davies obtuvo una maestría en historia en la Universidad de Lehigh en 1970 y un doctorado en historia en la Universidad de Pittsburgh en 1977. En 1984, fue nombrado profesor asociado en la Universidad de Utah; se convirtió en profesor titular en 2008. Ha formado parte del consejo asesor del Concise History of the World de la National Geographic Society.
En 1985 publicó su primer libro titulado The Anthracite Aristocracy: Leadership and Social Change in the Hard Coal Regions of Northeast Pennsylvania, 1800-1930, el cual se centra en la evolución de la estructura social y económica de la región carbonífera estadounidense. Explora la economía urbana y la historia social de dos ciudades, Wilkes-Barre y Pottsville, ambas en Pensilvania.
En 2008 junto con su colega el historiador Ronald Smelser de la Universidad de Utah, es el autor del libroː The Myth of the Eastern Front: The Nazi-Soviet War in American Popular Culture (El mito del frente oriental: la guerra nazi-soviética en la cultura popular estadounidense). En este libro los autores discuten las percepciones del Frente Oriental de la Segunda Guerra Mundial en los Estados Unidos en el contexto del revisionismo histórico. El libro rastrea la base del mito de la posguerra conocido como la «Wehrmacht inocente», su apoyo por parte de algunos oficiales militares estadounidenses y el impacto de la mitología de la Wehrmacht y las Waffen-SS en la cultura popular estadounidense, incluso en la actualidad. El libro obtuvo críticas en gran medida positivas, por su análisis exhaustivo sobre la creación del mito por parte de exmilitares alemanes y su entrada en la cultura estadounidense. Varias reseñas señalaron las limitaciones del libro en su discusión sobre el papel del mito en la cultura contemporánea y el alcance de su impacto en las percepciones populares amplias del Frente Oriental, fuera de unos pocos grupos selectos.
La revista Foreign Affairs calificó el libro como un «ejercicio fascinante de historiografía», destacando el análisis de los autores de cómo «un cierto número de los principales generales de Hitler tuvieron la oportunidad de escribir la historia del Frente Oriental (...) proporcionando una versión depurada de los hechos». El historiador militar Jonathan House revisó el libro para la revista militar The Journal of Military History, describiéndolo como un «tour de force de la historiografía cultural» y elogiando a los autores por «haber realizado un servicio destacado al rastrear el origen y la difusión de esta mitología». House recomienda que los historiadores militares no solo estudien el libro, sino que «lo utilicen para enseñar a los estudiantes los peligros de la parcialidad y la propaganda en la historia».

## Algunas publicaciones seleccionadas
- 1985 – The Anthracite Aristocracy: Leadership and Social Change in the Hard Coal Regions of Northeastern Pennsylvania, 1800-1930. Northern Illinois University Press
- 2006 – The United States in World History, Routledge, ISBN 978-0415275293.
- 2008 –The Myth of the Eastern Front: the Nazi-Soviet war in American popular culture, coescrito con Ronald Smelser, New York, Cambridge University Press, ISBN 978-0-521-83365-3